# Federico Guerra
Federico Guerra (Mendoza, Argentina, 15 de julio de 1991) es un futbolista argentino. Juega de mediocampista en San Martín (M) del Torneo Federal A.

## Clubs
| Club                    | País      | Año         | PJ | Goles |
| ----------------------- | --------- | ----------- | -- | ----- |
| Independiente Rivadavia | Argentina | 2011 - 2014 | 86 | 2     |
| Sportivo Italiano       | Argentina | 2015        | 31 | 4     |
| Atlanta                 | Argentina | 2016 - 2017 | 27 | 0     |
| Independiente Rivadavia | Argentina | 2017 - 2019 | 13 | 0     |
| Tristán Suárez          | Argentina | 2019 - 2021 | 28 | 0     |
| Juv.Unida (SL)          | Argentina | 2021 - 2022 | 16 | 1     |
| Ciudad Bolívar          | Argentina | 2022-2023   | 31 | 1     |
| San Martín (M)          | Argentina | 2024 - Act. |    |       |